# مایکل دلوکا
مایکل دلوکا (انگلیسی: Michael De Luca؛ زاده ۱۳ اوت ۱۹۶۵) تهیه‌کننده و نویسنده اهل ایالات متحده آمریکا است.